# Persone di nome Bjørn
| Questa pagina contiene informazioni ricavate automaticamente dalle voci biografiche con l'ausilio del template Bio e di un bot. L'aggiornamento è periodico e automatico e ricostruisce completamente la pagina. Se manca una persona in questa lista, sei pregato di non aggiungerla, ma accertati piuttosto che la sua voce biografica contenga il template Bio e che i dati anagrafici siano correttamente compilati. Se il template Bio manca, inseriscilo tu stesso o, in alternativa, metti l'avviso {{tmp\|Bio}} che ne segnala la mancanza. Se i dati riportati sono sbagliati, correggi direttamente la voce biografica; le modifiche saranno visibili in questa lista entro pochi giorni. Per chiarimenti vedi il progetto antroponimi. La lista contiene solo le 57 persone che sono citate nell'enciclopedia e per le quali è stato implementato correttamente il template Bio. Pagina aggiornata al 16 ott 2024. |

Questa è una lista di persone presenti nell'enciclopedia che hanno il prenome Bjørn, suddivise per attività principale.

## Allenatori di calcio(6)
- Bjørn Odmar Andersen, allenatore di calcio e calciatore norvegese (Horten, n. 1943 - Horten, † 2008)
- Bjørn Drillestad, allenatore di calcio e ex calciatore norvegese (n. 1945)
- Bjørn Hansen, allenatore di calcio e calciatore norvegese (Trondheim, n. 1939 - † 2018)
- Bjørn Petter Ingebretsen, allenatore di calcio e dirigente sportivo norvegese (Flisa, n. 1967)
- Bjørn Johansen, allenatore di calcio e ex calciatore norvegese (Tromsø, n. 1969)
- Bjørn Rime, allenatore di calcio e ex calciatore norvegese (Gjøvik, n. 1945)

## Altisti(1)
- Bjørn Paulson, altista norvegese (Bergen, n. 1923 - Skien, † 2008)

## Ambientalisti(1)
- Bjørn Lomborg, ambientalista danese (Frederiksberg, n. 1965)

## Artisti(1)
- Bjørn Wiinblad, artista e designer danese (Copenaghen, n. 1918 - † 2006)

## Calciatori(23)
- Bjørn Andersen, ex calciatore norvegese (n. 1936)
- Bjørn Berger, calciatore norvegese (Fredrikstad, n. 1919 - † 1995)
- Bjørn Berland, ex calciatore norvegese (Sandnes, n. 1977)
- Bjørn Borgen, calciatore norvegese (Fredrikstad, n. 1937 - Fredrikstad, † 2015)
- Bjørn Otto Bragstad, ex calciatore norvegese (Trondheim, n. 1971)
- Bjørn Brandt, ex calciatore norvegese (n. 1957)
- Bjørn Dahl, calciatore norvegese (Bergen, n. 1978)
- Bjørn Gulden, ex calciatore norvegese (n. 1965)
- Bjørn Halvorsen, ex calciatore norvegese (n. 1951)
- Bjørn Kristensen, ex calciatore danese (Malling, n. 1963)
- Bjørn Arild Levernes, ex calciatore norvegese (n. 1972)
- Bjørn Maars Johnsen, calciatore statunitense (New York, n. 1991)
- Daniel Moen Hansen, calciatore, giocatore di beach soccer e giocatore di calcio a 5 norvegese (Horten, n. 1983)
- Bjørn Martin Olsen, calciatore norvegese (n. 1962 - † 2024)
- Bjørn Paulsen, calciatore danese (Sønderborg, n. 1991)
- Bjørn Rasmussen, calciatore danese (Copenaghen, n. 1885 - Aarhus, † 1962)
- Bjørn Helge Riise, ex calciatore norvegese (Ålesund, n. 1983)
- Bjørn Skjønsberg, ex calciatore norvegese (Stange, n. 1951)
- Bjørn Spydevold, calciatore e allenatore di calcio norvegese (Sarpsborg, n. 1918 - Greåker, † 2002)
- Bjørn Strøm, ex calciatore norvegese (Svolvær, n. 1982)
- Bjørn Tronstad, ex calciatore norvegese (Bergen, n. 1957)
- Bjørn Inge Utvik, calciatore norvegese (Avaldsnes, n. 1996)
- Bjørn Viljugrein, ex calciatore e giocatore di calcio a 5 norvegese (Oslo, n. 1969)

## Canottieri(1)
- Bjørn Hasløv, ex canottiere danese (Copenaghen, n. 1941)

## Cantanti(2)
- Bjørn Eidsvåg, cantante norvegese (Sauda, n. 1954)
- Bjørn Tidmand, cantante danese (Copenaghen, n. 1940)

## Cantautori(1)
- Lillebjørn Nilsen, cantautore norvegese (Oslo, n. 1950 - Oslo, † 2024)

## Diplomatici(1)
- Bjørn Trygve Grydeland, diplomatico e politico norvegese (Molde, n. 1949)

## Dirigenti sportivi(1)
- Bjørn Dahl, dirigente sportivo e ex calciatore norvegese (Bergen, n. 1954)

## Fondisti(2)
- Bjørn Dæhlie, ex fondista norvegese (Elverum, n. 1967)
- Bjørn Kristiansen, ex fondista norvegese (n. 1970)

## Giocatori di calcio a 5(1)
- Bjørn Holter, giocatore di calcio a 5 e calciatore norvegese (Elverum, n. 1973)

## Imprenditori(1)
- Bjørn Rune Gjelsten, imprenditore norvegese (Tomrefjord, n. 1956)

## Medici(1)
- Bjørn Ibsen, medico danese (Copenaghen, n. 1915 - Copenaghen, † 2007)

## Pattinatori di velocità su ghiaccio(1)
- Bjørn Magnussen, pattinatore di velocità su ghiaccio norvegese (n. 1998)

## Piloti di rally(1)
- Bjørn Skogstad, ex pilota di rally norvegese (Oslo, n. 1961)

## Procuratori sportivi(1)
- Bjørn Tore Kvarme, procuratore sportivo e ex calciatore norvegese (Trondheim, n. 1972)

## Saltatori con gli sci(3)
- Bjørn Myrbakken, ex saltatore con gli sci norvegese (Orkdal, n. 1972)
- Bjørn Einar Romøren, ex saltatore con gli sci norvegese (Oslo, n. 1981)
- Bjørn Wirkola, ex saltatore con gli sci, combinatista nordico e calciatore norvegese (Alta, n. 1943)

## Sciatori alpini(6)
- Bjørn Berntsen, ex sciatore alpino norvegese
- Bjørn Bjørnstad, ex sciatore alpino norvegese
- Bjørn Brudevoll, sciatore alpino norvegese (n. 1997)
- Bjørn Erik Brøste, ex sciatore alpino norvegese
- Bjørn Edvardsen, ex sciatore alpino norvegese (n. 1940)
- Bjørn Viker, ex sciatore alpino e dirigente sportivo norvegese

## Velisti(1)
- Bjørn Bergvall, ex velista norvegese (Oslo, n. 1939)

## Senza attività specificata(1)
- Bjørn,  norrena